# Landkreis Ostprignitz-Ruppin
Landkreis Ostprignitz-Ruppin er en landkreis i den nordvestlige del af den tyske delstat Brandenburg. Administrationscenteret er i  byen Neuruppin
Området består af landområder med tætte skove nordvest for Berlin. Der er mange floder og søer især i de vestlige og nordlige egne. Hovedfloden er Dosse.
Landkreis Ostprignitz-Ruppin grænser i nord til de  mecklenburg-vorpommeriske landkreise Müritz (Mecklenburgische Seenplatte) og Mecklenburg-Strelitz, i øst Landkreis Oberhavel, mod syd Landkreis Havelland, mod sydvest Landkreis Stendal i Sachsen-Anhalt og mod vest ligger Landkreis Prignitz.

## Byer og kommuner
Efter kommunalreformen 2003 består kreisen af  23 kommuner, herunder 6 byer. 
Kreisen havde 99078  indbyggere pr.  2018-12-31

| Byer ¹ amtstilhørende byer 1. Kyritz (9303) 2. Lindow (Mark) ¹ (3091) 3. Neuruppin (30846) 4. Neustadt (Dosse) ¹ (3452) 5. Rheinsberg (8015) 6. Wittstock/Dosse (14198) Amtsfrie kommuner 1. Fehrbellin (8948) 2. Heiligengrabe (4399) 3. Wusterhausen/Dosse (5807) | Amter og tilhørende kommuner 1. Lindow (Mark) (4643) 1. Herzberg (Mark) (627) 2. Lindow (Mark), Stadt (3091) 3. Rüthnick (461) 4. Vielitzsee (464) 2. Neustadt (Dosse) (7625) 1. Breddin (889) 2. Dreetz (1141) 3. Neustadt (Dosse), Stadt (3452) 4. Sieversdorf-Hohenofen (684) 5. Stüdenitz-Schönermark (589) 6. Zernitz-Lohm (870) 3. Temnitz (5294) (Amtssitz: Walsleben) 1. Dabergotz (623) 2. Märkisch Linden (1179) 3. Storbeck-Frankendorf (482) 4. Temnitzquell (768) 5. Temnitztal (1471) 6. Walsleben (771) |